# (37934) 1998 FO141
1998 FO141 (asteroide 37934) é um asteroide da cintura principal. Possui uma excentricidade de 0.19940570 e uma inclinação de 13.35963º.
Este asteroide foi descoberto no dia 29 de março de 1998 por LINEAR em Socorro.